# Seksueel strafrecht (Nederland)
Het materiële seksuele strafrecht wordt in Nederland geregeld in  het Wetboek van Strafrecht. Per 1 juli 2024 is de Wet seksuele misdrijven ingegaan, waarmee de eerdere wetgeving is gewijzigd. Het betreft inhoudelijke wijzigingen, maar ook een vernieuwde systematiek, en een nieuwe nummering van de wetsartikelen. Uitgangspunt is dat gedragingen in de offline wereld en in de online wereld even strafwaardig zijn.

## Overzicht
Misdrijven tegen de openbare orde:
- Aanstootgevend gedrag (artikel 151d)
- Verbale en nonverbale seksuele intimidatie (artikel 151e)
- Fysieke seksuele intimidatie (artikel 151f)

Seksuele misdrijven:
- Definitiebepaling (artikel 239)
- Schuldaanranding (artikel 240)
- Opzetaanranding (artikel 241)
- Schuldverkrachting (artikel 242)
- Opzetverkrachting (artikel 243)
- Ontbrekende wil (artikel 244)
- Aanranding van personen van 16 en 17 (artikel 245)
- Verkrachting van personen van 16 en 17 (artikel 246)
- Aanranding van personen van 12 t/m 15 (artikel 247)
- Verkrachting van personen van 12 t/m 15 (artikel 248)
- Aanranding van personen jonger dan 12 (artikel 249)
- Verkrachting van personen jonger dan 12 (artikel 250)
- Seksuele benadering van personen jonger dan 16, en kwetsbare personen van 16 en 17, en van corresponderende lokprofielen  (artikel 251[13][14])
- Kinderpornografie (artikel 252)
- Bijwonen kinderpornografische voorstelling (artikel 253)
- Strafverzwaringsgronden (artikel 254)
- Bijkomende straffen (artikel 254a)
- Aanstootgevende handelingen verrichten (artikel 254b)
- Misbruik van seksueel beeldmateriaal (artikel 254ba, vervangt artikel 139h[15][14])
- Dierenpornografie (artikel 254c)
- Seksuele handelingen verrichten met een dier (artikel 254d).

Overtredingen betreffende de openbare orde:
- Seksuele intimidatie (artikel 429ter)

## Instemming (consent)
Alle vormen van seks zonder instemming (seksueel consent) zijn te definiëren als aanranding of verkrachting; het gebruik van geweld of dwang kan leiden tot extra sancties. Nieuwe strafbare feiten zijn nalatige seksuele mishandeling (schuldaanranding) en nalatige verkrachting (schuldverkrachting). Dit betekent dat de dader zich schuldig maakt aan nalatigheid als hij 'met een persoon seksuele handelingen verricht terwijl hij ernstige reden heeft om te vermoeden dat bij die persoon daartoe de wil ontbreekt' (dergelijke seksuele handelingen worden beschouwd als schuldaanranding, tenzij ze '(mede) bestaan uit het seksueel binnendringen van het lichaam', in welk geval ze 'verkrachting' zijn). Bovendien zijn er twee andere strafbare feiten, opzetverkrachting en opzetaanranding, wanneer de dader 'weet dat bij die persoon daartoe de wil ontbreekt'. 'Geweld, dwang of bedreiging' zijn niet langer een voorwaarde voor de strafbaarheid van de handelingen, maar kunnen wel tot extra straffen leiden.

## Wetgeving tot 1 juli 2024
In het Nederlands Wetboek van Strafrecht zijn tot 1 juli 2024 in de artikelen 239 tot en met 254a de volgende zedendelicten opgenomen:
| Delictomschrijving | Artikelen    |
| --- | ------------ |
| Schennis van de eerbaarheid | Artikel 239  |
| Iemand onverhoeds met pornografie confronteren (Met een afbeelding of voorwerp) | Artikel 240  |
| Voor personen jonger dan 16 ongeschikt materiaal aan zo iemand vertonen | Artikel 240a |
| Vervaardiging of bezit van, handel in, zich toegang verschaffen tot porno met iemand onder de 18 | Artikel 240b |
| Verkrachting | Artikel 242  |
| Seksuele penetratie van iemand die wilsonbekwaam is | Artikel 243  |
| Seksuele penetratie van iemand onder de 12 | Artikel 244  |
| Seksuele penetratie van iemand van 12 tot en met 15 | Artikel 245  |
| Aanranding | Artikel 246  |
| Ontucht met iemand onder de 16; ontucht met iemand die wilsonbekwaam is | Artikel 247  |
| Ontucht door overwicht e.d. met iemand onder de 18 | Artikel 248a |
| Klant zijn van een prostitué(e) van 16 of 17 jaar | Artikel 248b |
| Opzettelijk aanwezig zijn bij het plegen van ontuchtige handelingen door een persoon waarvan de aanwezige weet of redelijkerwijs moet vermoeden dat deze nog geen 18 is dan wel bij het vertonen van afbeeldingen van dergelijke handelingen in een daarvoor bestemde gelegenheid (Dus niet in bijvoorbeeld huiselijke kring) | Artikel 248c |
| Met ontuchtig oogmerk iemand onder de 16 bewegen getuige te zijn van seksuele handelingen (seksueel corrumperen) | Artikel 248d |
| Door middel van een geautomatiseerd werk of met gebruikmaking van een communicatiedienst aan een persoon die nog geen 16 is of iemand die zich, al dan niet met een technisch hulpmiddel, waaronder een virtuele creatie van een persoon die nog geen 16 is, voordoet als een persoon die nog geen 16 is, een ontmoeting voorstellen met het oogmerk ontuchtige handelingen met een persoon die nog geen 16 is te plegen of een afbeelding van een seksuele gedraging waarbij een persoon die nog geen 16 is, is betrokken te vervaardigen, en een handeling verrichten tot het verwezenlijken van die ontmoeting. Het genoemde oogmerk kan onder meer blijken uit een chatlog. Een handeling tot het verwezenlijken van de ontmoeting kan bijvoorbeeld zijn dat de dader zich begeeft naar de voor de ontmoeting afgesproken plek, of de ander van een routebeschrijving naar die plek voorziet. Vaak gaat aan het voorstellen van de ontmoeting een proces van online-grooming vooraf. Het genoemde misdrijf zelf wordt ook wel grooming genoemd. | Artikel 248e |
| Ontucht met een eigen kind, pupil, e.d. onder de 18; ontucht van een ambtenaar met iemand die aan zijn gezag is onderworpen, ontucht van iemand die werkt in de gezondheidszorg of maatschappelijke zorg met een patiënt of cliënt, e.d. | Artikel 249  |
| Bevorderen dat iemand onder de 18 ontucht pleegt | Artikel 250  |
| Bestialiteit | Artikel 254  |
| Vervaardiging, bezit en handel in dierenporno | Artikel 254a |

De artikelen 252 en 253 behandelen andere zedenmisdrijven die geen relatie hebben met seksualiteit. Hieronder vallen:
- het verkopen van alcoholische drank aan iemand die al dronken is
- het ter beschikking stellen van een kind onder de 12 voor bedelarij
- het ter beschikking stellen van een kind onder de 12 voor ongezonde arbeid.

De artikelen 240b en 242 tot en met 250, voor zover gepleegd ten aanzien van iemand onder de 18, gelden ook voor Nederlanders en inwoners van Nederland die het misdrijf buiten Nederland plegen, zoals bij sekstoerisme.
Artikel 453 van Wetboek van Strafrecht vermeldt daarnaast nog
Hij die zich in kennelijke staat van dronkenschap op de openbare weg bevindt, wordt gestraft met hechtenis van ten hoogste twaalf dagen of geldboete van de eerste categorie
Bij de Wet van 13 juli 2002 tot wijziging van het Wetboek van Strafrecht, het Wetboek van Strafvordering en de Gemeentewet (partiële wijziging zedelijkheidswetgeving) werden onder meer de artikelen 240b en 247 gewijzigd en artikel 248c toegevoegd.

#### Artikel 139h Sr (misbruik van seksueel beeldmateriaal)
De Wet van 27 september 2019 tot wijziging van onder meer het Wetboek van Strafrecht in verband met de herwaardering van de strafbaarstelling van enkele actuele delictsvormen (herwaardering strafbaarstelling actuele delictsvormen), ingegaan op 1 januari 2020, regelt onder meer zelfstandige strafbaarstelling van misbruik van seksueel beeldmateriaal, waaronder wraakporno (nieuw artikel 139h Sr, in titel V, misdrijven tegen de openbare orde). Strafbaar is daarmee hij die opzettelijk en wederrechtelijk van een persoon een afbeelding van seksuele aard vervaardigt, en hij die de beschikking heeft over een dergelijke afbeelding of deze openbaar maakt terwijl hij weet of redelijkerwijs moet vermoeden dat deze door of als gevolg van de eerstgenoemde strafbare handeling is verkregen.

#### Uitbreiding van delicten met gevallen waarbij een lokpuber wordt ingezet
De Wet computercriminaliteit III regelt onder meer de inzet van een lokpuber (een virtuele creatie van iemand die nog geen 16 is), door wijziging van art. 248a en 248e.

#### Strafbaarstelling van voorbereidingshandelingen met het oog op het plegen van seksueel misbruik met kinderen
Per 1 juli 2023 is in werking getreden de Wet van 24 maart 2023 tot wijziging van het Wetboek van Strafrecht in verband met het zelfstandig strafbaar stellen van voorbereidingshandelingen met het oog op het plegen van seksueel misbruik met kinderen. Dit stelt strafbaar hij die zich of een ander opzettelijk gelegenheid, middelen of inlichtingen verschaft of tracht te verschaffen tot het plegen van een misdrijf als omschreven in de artikelen 244 en 245 of in de artikelen 242, 243, 246, 247 of 249 ten aanzien van een persoon die nog geen 16 is, dan wel zich kennis of vaardigheden daartoe verwerft of een ander bijbrengt. Hieronder valt ook het bezit van teksten met advies en/of richtlijnen over het seksueel misbruiken van kinderen; een motie van de Tweede Kamer om dit te verbieden is de aanleiding hiertoe.

## Strafbaarheid vervallen
In het Nederlands strafrecht kwamen eerder een aantal delicten te vervallen, beschreven in de artikelen 240, 240bis, 241, 240bis, 248a, 250bis, 242 (en enkele aanverwante artikelen) en enkele verordeningen van de Duitse bezetter.
| Delictomschrijving                                                                                                  | Artikelen                        | Invoering | Afschaffing |
| --- | -------------------------------- | --------- | ----------- |
| Verspreiden of ten gehore brengen van pornografie aan personen van 18 jaar en ouder                                 | Artikel 240, 240b                | 1886      | 1986        |
| Vervaardigen van pornografie met personen van 18 jaar en ouder                                                      | Artikel 240, 240b                | 1911      | 1986        |
| Ten gehore brengen van pornografische teksten aan personen van 18 jaar en ouder                                     | Artikel 240                      | 1934      | 1986        |
| Verkoop en tentoonstelling van voorbehoedsmiddelen aan personen t/m 17 jaar                                         | Artikel 240bis                   | 1911      | 1970        |
| Echtbreuk | 241                              | 1886      | 1971        |
| Seks met een (groot)ouder, (klein)kind, (half)broer c.q. -zus                                                       | Artikel 248a Verordening 87/1942 | 1942      | 1944/1945   |
| Homoseksuele contacten van iemand ouder dan 21 met een jongere persoon (De algemene leeftijdsgrens was destijds 16) | Artikel 248bis                   | 1911      | 1971        |
| Exploitatie van prostitutie                                                                                         | Artikel 250bis                   | 1911      | 2000        |
| Homoseksuele gedragingen van mannen                                                                                 | Verordening 81/1940              | 1940      | 1944-1945   |

## Toekomst
Aangenomen, maar nog niet ingegaan, is een deel van artikel 13 van de Wet bestuursrechtelijke aanpak online kinderpornografisch materiaal, dat een seksueel misdrijf toevoegt, namelijk kindersekspoppen:
Artikel 253a
Degene die een voorwerp met een uiterlijke verschijningsvorm van een kind of van een lichaamsdeel van een kind dat de leeftijd van zestien jaren nog niet heeft bereikt, dat bestemd is om seksuele handelingen mee te verrichten, verspreidt, aanbiedt, openlijk tentoonstelt, vervaardigt, invoert, doorvoert, uitvoert, verwerft of in bezit heeft, wordt gestraft met gevangenisstraf van ten hoogste vier jaren of geldboete van de vijfde categorie.
Aanvankelijk maakte een verbod op kindersekspoppen deel uit van de Wet seksuele misdrijven. De Raad van State adviseerde echter het verbod op kindersekspoppen te notificeren bij de EU, met een standstill-periode van drie maanden, omdat het verbod een mogelijke inperking is op het vrije verkeer van diensten. Om de afhandeling van het hele wetsvoorstel niet te vertragen, is dit onderdeel overgebracht naar een ander wetsvoorstel.